# Propriété interdite (film, 2011)
Ne pas confondre avec Propriété interdite (film, 1966), film américain de Sydney Pollack
Pour plus de détails, voir Fiche technique et Distribution.
Propriété interdite est un film français réalisé par Hélène Angel, sorti directement DVD en 2011.

## Synopsis
Claire vient de perdre son frère Michel. Ce dernier s'est tiré une balle dans la tête dans la propriété que Claire et son mari Benoît vont rénover pour la mettre en vente. Cependant, les deux époux ne semblent pas être seuls dans la maison...

## Fiche technique
- Réalisation : Hélène Angel
- Scénario : Hélène Angel, Marie Garel-Weiss, Jean-Claude Janer
- Productrice : Sylvie Pialat
- Musique du film : Philippe Miller
- Directeur de la photographie : Gordon Spooner
- Montage : Yann Dedet
- Création des décors : Katia Wyszkop
- Création des costumes :  Catherine Rigault
- Société de production : Les Films du Worso
- Format : couleur - 2,35:1 - 35 mm
- Durée : 80 minutes
- Pays de production :  France
- Genre : horreur - drame
- Date de sortie :
  - France : 19 janvier 2011

## Distribution
- Valérie Bonneton : Claire
- Charles Berling : Benoît
- Vasil Vivitz Grecu : Clandestin
- Thierry Godard : Jo
- Julie-Anne Roth : Agent immobilier
- Guilaine Londez : Eliane
- Gean Cartier : Déménageur
- Eric Wagner : Déménageur
- Georges Kolev : Homme de la forêt
- Sacha Mijovic : Passeur
- Tamara Schmidt : Femme de la forêt